# Johann Christoph Krause
Johann Christoph Krause (* 14. Dezember 1749 in Artern; † 30. September 1799 in Halle (Saale)) war ein deutscher Historiker.

## Leben
Krause hatte von 1769 bis 1772 an der Universität Halle ein Studium der Theologie absolviert, wurde danach Lehrer auf dem Kloster Berge bei Magdeburg und begann 1773 ein Studium der Rechtswissenschaften in Halle. Einige Zeit später wurde er Hofmeister eines vermögenden Berliners und entschloss sich einen akademischen Werdegang zu verfolgen. Dazu erlangte er Ende 1778 den akademischen Grad eines Magisters der Philosophie, hielt danach Vorlesungen zur Reichsgeschichte, Statistik und Diplomatie.
1787 wurde er außerordentlicher, 1788 ordentlicher Professor der Philosophie und 1793 Ephorus der Magdeburgischen Provinzialfreitische in Halle. Zudem hat er sich auch an den organisatorischen Aufgaben der Hallenser Hochschule beteiligt und war kurz bevor er verstarb 1789/99 Prorektor der Alma Mater gewesen. Krauses Schriften enthalten vorrangig historische Werke. Nachhaltige Bedeutung im akademischen Lehrbetrieb hat er jedoch nicht erlangt, obwohl seine Vorlesungen gut frequentiert wurden. Dies mag wohl auch seinem frühzeitigen Ableben geschuldet sein.
Johann Christoph Krause war mit Wilhelmine Keferstein (1765–1829), der Tochter von Georg Christoph Keferstein, seit Oktober 1786 verheiratet. Die Ehe blieb kinderlos.

## Werke
- Diss. Originum Mansfeldensium selecta capita Sect. I. Halle 1778
- Geschichte des Hauses und Fürstenthums Anhalt. 1. Teil, Halle 1780, 2. Teil Halle 1782
- Einleitung in die Geschichte des Teutschen Reichs, vorzüglich zum Behuf zukünftiger Rechtsgelehrten. Halle 1782, 1794
- Lehrbuch der Geschichte des dreyssigjährigen Teutschen Kriegs und Westphälischen Friedens. Halle 1782
- Der Teutsche Bürgerfreund. Halle 1782
- Observationes historico feudales. Halle 1782
- Diss. Observationes de beneficiis medii aevi. Fasc. I. Halle 1785
- Romantische Erzählungen, nebst Abhandlungen über Gegenstände vergangener Zeiten. l. Teil. Halle 1784
- Handbuch der christlichen, besonders Teutschen, politischen Kirchengeschichte. l. Bd. Halle 1785
- Grundriss der Geschichte der jetzigen, besonders der Europäischen Staaten, den Zeitbedürfnissen gemäss eingerichtet. Halle 1788
- Geschichte der wichtigsten Begebenheiten des heutigen Europa; ein Handbuch für Schulmänner,   Erzieher, Studirende und andre Liebhaber der Geschichte aus allen Ständen. Digitalisat

1. 1. Band: Umsturz des Römischen Reichs und Anfang der Teutschen Geschichte. Halle 1789
  2. Band: Geschichte der grossen Völkerwanderung und des Mittelalters bis zur Gelangung der Karolinger zur Fränkischen Krone. Halle 1790 Digitalisat
  3. Band: Geschichte des Mittelalters bis zum Anfange der grossen Kreuzzüge. Halle 1791
  4. Band:
    1. Abteilung: Geschichte des Mittelalters his zum Anfange der grossen Kreuzzüge. Halle 1793
    2. Abteilung: Geschichte des  Mittelalters während der grossen Kreuzzüge. Halle 1795 (eigentl. 1794)
    3. Abteilung: enthält den Rest der Geschichte des Mittelalters während der grossen Kreuzzüge. Halle 1796
    4. Abteilung: welche die allgemeine Geschichte der Hierarchie, des Teutschrömischen Reichs, der Schweitz und Frankreichs vom Ende des 13. bis zum Ende des 15. Jahrhunderts enthält. Halle 1797
    5. Abteilung: welche den  Rest der Geschichte des Mittelalters enthält, Halle 1789

  5. Band: Geschichte des heutigen Europa in den neuesten Zeiten.
    1. Teil, welcher die Geschichte der Welthandel über Italien vom Jahr 1494 bis 1550, der damaligen ersten Entdeckungen und Eroberungen der Europäer in Amerika, Asien und Afrika, und der damit zusammenhängenden inneren Staatsveränderungen in Südeuropa enthält. Halle 1792 (Prof. Julius August Remer aus Helmstedt hatte den 2. Teil nach seinem Tod 1802 fertiggestellt und 1803 den 3. Teil geliefert.)

- Abhandlungen aus dem Teutschen Staatsrechte, mit beständiger Rücksicht auf das Teutsche Herkommen. 1. Band. Halle 1797
- Corpus praecipuorum medii aevi scriptorum. Tomus I, qui speciminis loco continet Lamberti Schafnaburgensis Annales rerum in Germania ann. 1039–1077 gestarum. Edidit, notulis indicibusque instruxit. Halle und Leipzig 1797 (Auch unter dem Titel: Lamberti Schafnaburgenfis Annales rerum in Germania ann. 1039- l077 geltarum; denuo edidit etc.)